# Ангер, Эдвин
Эдвин Фредерик Ангер (швед. Edvin Frederik Anger, род. 8 апреля 2002) — шведский лыжник, двукратный призёр чемпионата мира 2025 года, победитель этапов Кубка мира, чемпион зимних юношеских Олимпийских игр 2020 года в личном спринте.

## Спортивная биография
19 января 2020 года в возрасте 17 лет выиграл золото в спринте свободным стилем на зимних юношеских Олимпийских играх в Лозанне. Ангер показал лучше время в квалификации, опередив всех на 4,5 сек и более, а затем выиграл четвертьфинал, полуфинал и финал.
В Кубке мира дебютировал в сезоне 2022/23. 5 февраля 2023 года стал призёром этапа Кубка мира в Тоблахе в мужской эстафете. 19 марта 2023 года в Фалуне впервые выиграл этап Кубка мира в составе шведской смешанной эстафеты. По итогам сезона занял 17-е место в общем зачёте Кубка мира и пятое место в зачёте спринта. На дебютном чемпионате мира 2023 года в Планице занял 50-е место в разделке на 15 км свободным стилем, 29-е место в спринте, а также пятое место в командном спринте (вместе с Калле Хальварссоном).
3 января 2024 года впервые стал призёром личной гонки на этапе Тур де Ски в рамках Кубка мира, заняв второе место в спринте свободным стилем в Давосе (победу одержал Люка Шанава). 10 февраля 2024 года занял третье место в спринте свободным стилем на этапе Кубка мира в канадском Кэнморе. В сезоне 2023/24 занял 17-е место в общем зачёте Кубка мира и 8-е место в зачёте спринта. Также стал победителем зачёта среди лыжников моложе 23 лет.
1 января 2025 года занял второе место в гонке преследования на 15 км классическим стилем на этапе Тур де Ски в Тоблахе. 18 января 2025 года впервые в карьере выиграл этап Кубка мира, победив в спринте классическим стилем во французском Ле-Руссе. 24 января 2025 года в Энгадине выиграл этап Кубка мира в составе шведской смешанной эстафеты.
На чемпионате мира 2025 года в Тронхейме в личном спринте свободным стилем показал второе время в квалификации после Клебо, но до финала затем не дошёл, выбыв в полуфинале. В скиатлоне занял 14-е место. В гонке с раздельным стартом на 10 км классическим стилем занял 4-е место, уступив только трём норвежцам. От бронзы Ангера отделили 3,2 сек. 5 марта завоевал бронзу в командном спринте классическим стилем вместе с Оскаром Свенссоном, уступив сборным Норвегии и Финляндии. В эстафете в составе Швеции стал бронзовым призёром. 

## Результаты на крупнейших соревнованиях

### Чемпионаты мира по лыжным видам спорта
| Чемпионат мира | Спринт | Командный спринт | Раздельный старт | Cкиатлон | 50 км масс-старт | Эстафета |
| -------------- | ------ | ---------------- | ---------------- | -------- | ---------------- | -------- |
| 2023 Планица   | 29     | 5                | 50               | —        | —                | —        |
| 2025 Тронхейм  | 11     | 3                | 4                | 14       | —                | 3        |